# Trichophoropsis puna
Trichophoropsis puna là một loài ruồi trong họ Tachinidae.